# Pediocactus simpsonii subsp. bensonii
Pediocactus simpsonii subsp. bensonii ist eine Unterart der Pflanzenart Pediocactus simpsonii in der Familie der Kakteengewächse (Cactaceae). Das Artepitheton ehrt  den amerikanischen Botaniker Lyman Benson. Englische Trivialnamen sind „Benson's Cactus“ und „Tennisball Cactus“.

## Beschreibung
Pediocactus simpsonii subsp. bensonii wächst einzeln und gedrückt kugelig. Er erreicht Wuchshöhen und Durchmesser von 2 bis 9 cm.
Die  glockenförmigen, zwittrigen Blüten weisen eine Länge und einen Durchmesser von 1 bis 2 cm auf. Die Blütenhüllblätter sind gelb, weiß oder rosafarben. Die Blütezeit reicht von Mai bis Juni.
Er ist in allen Maßen kleiner als die Unterart Pediocactus simpsonii subsp. simpsonii.

## Systematik und Verbreitung
Pediocactus simpsonii subsp. bensonii wächst in den Staaten Colorado, New Mexico, Utah und Wyoming in den Rocky Mountains in Juniper-Pinyon Wälder in Humusboden an südlich zugekehrten gut drainagierten Hängen in Höhenlagen zwischen 2200 und 3000 Meter. Diese Unterart wächst oft vergesellschaftet mit Escobaria vivipara, Echinocereus triglochidiatus, Opuntia polyacantha, Opuntia fragilis und Yucca glauca.
Er ist bei trockenem Stand bis minus 20 °C winterhart. Die wurzelechte Kultivierung ist in Europa möglich. Die typische Unterart Pediocactus simpsonii subsp. bensonii ist selten in den Sammlungen.

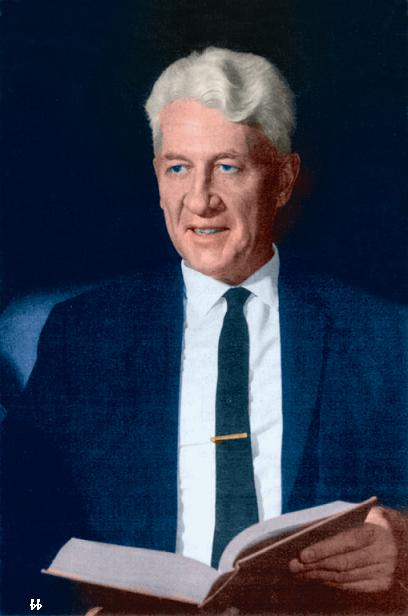
Lyman Benson.

Die Beschreibung als Pediocactus simpsonii subsp. bensonii erfolgte 1995 von Fritz Hochstätter.

## Bilder
Pediocactus simpsonii subsp. bensonii:

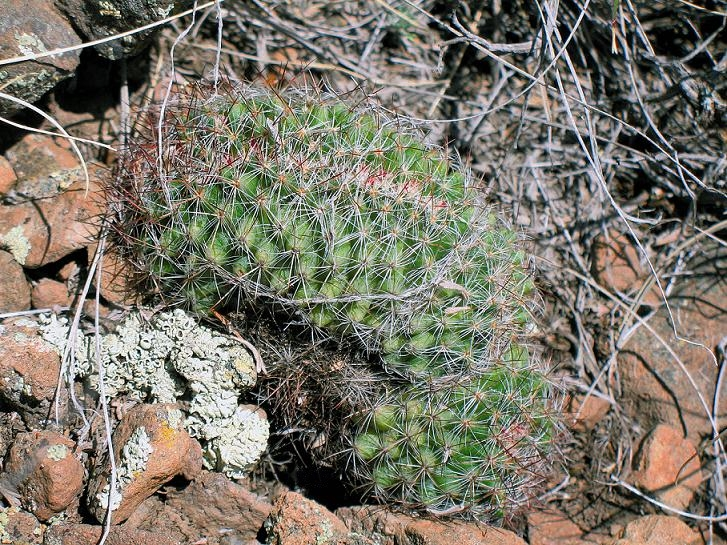
Cristate Form in Utah.
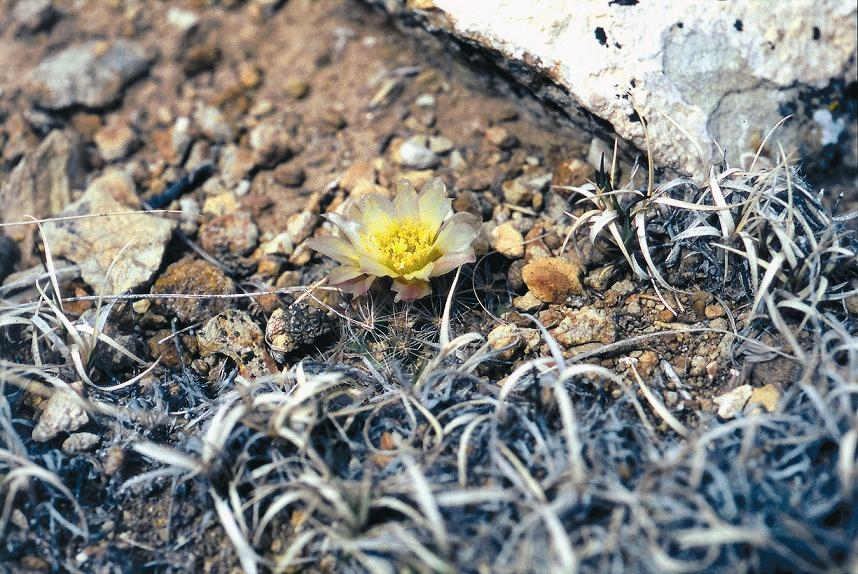
Tief im Boden mit Blüte in Utah.